# Bočarov Ručej
Bočarov Ručej (rusky Бочарoв Ручeй, v překladu „Bočarovův Potok“) je oficiální letní rezidence prezidenta Ruské federace. Sídlo se nachází v Centrálním okrese (Центральный район) známého přímořského letoviska Soči v Krasnodarském kraji.

## Historie
Rekreační areál, určený pro vrcholné představitele sovětské moci, nechal v roce 1934 vybudovat na břehu Černého moře v Soči blízký Stalinův spolupracovník Kliment Vorošilov, lidový komisař pro armádu a námořnictvo, respektive od roku 1934 maršál a lidový komisař obrany. S odkazem na iniciátora výstavby rezidence, nazvané podle říčky a menšího zalesněného údolí ve čtvrti Novyje Soči, se objektu mezi lidmi přezdívalo „Vorošilovova dača“.
Stavbu navrhl Miron Ivanovič Meržanov (1895–1975), osobní architekt sovětského vůdce Josifa Stalina, pro kterého vytvořil několik projektů rekreačních sídel. Ruský architekt arménského původu Meržanov, narozený jako Migran Oganesovič Meržanjan, byl autorem řady dalších staveb a mj. byl i tvůrcem výtvarné podoby nejvyšších sovětských vyznamenání - zlatých hvězd Hrdiny Sovětského svazu a Hrdiny socialistické práce. V roce 1955 se uskutečnila přestavba areálu, kterou řídil architekt Vasilij Jegorovič Šaškov. Agronom Sergej Iljič Venčagov zde zároveň nechal provést úpravy a doplnění zeleně.
Od roku 1960 rezidenci v Soči využívali k odpočinku nejvyšší představitelé Sovětského svazu – první tajemník ÚV KSSS Nikita Chruščov, předseda prezídia Nejvyššího sovětu SSSR a generální tajemník ÚV KSSS Leonid Brežněv a Michail Suslov, tajemník ÚV KSSS a vlivný stranický ideolog. Na odpočinek a rekreaci sem byli zváni i nejvyšší představitelé socialistických zemí. Po rozpadu Sovětského svazu v rezidenci Bočarov Ručej pobývali všichni prezidenti Ruské federace a setkávali se zde s nejvyššími představiteli zemí celého světa.

## Galerie

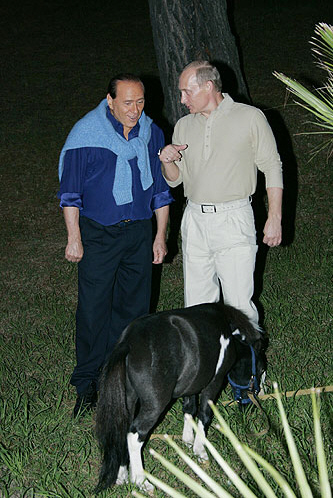
Silvio Berlusconi a Vladimír Putin (2005)
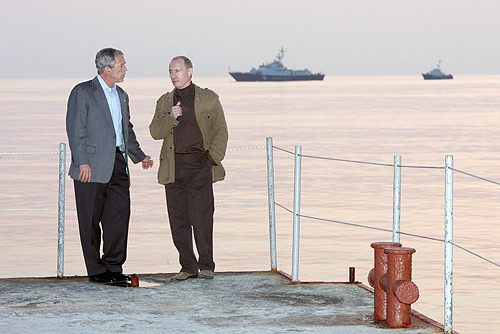
Prezident USA G. W. Bush a V. Putin v Soči (2008)
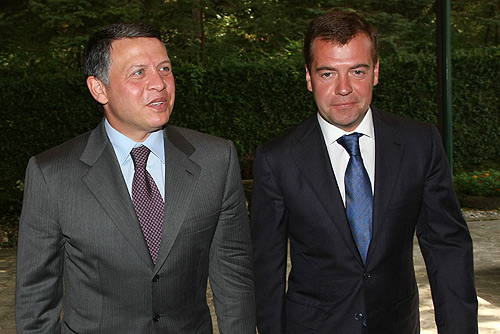
Jordánský král Abdullah II. na procházce z D. Medveděvem (2008)
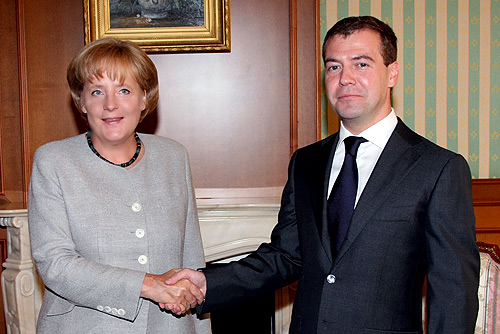
Německá kancléřka Angela Merkelová a Dmitrij Medveděv (2008)
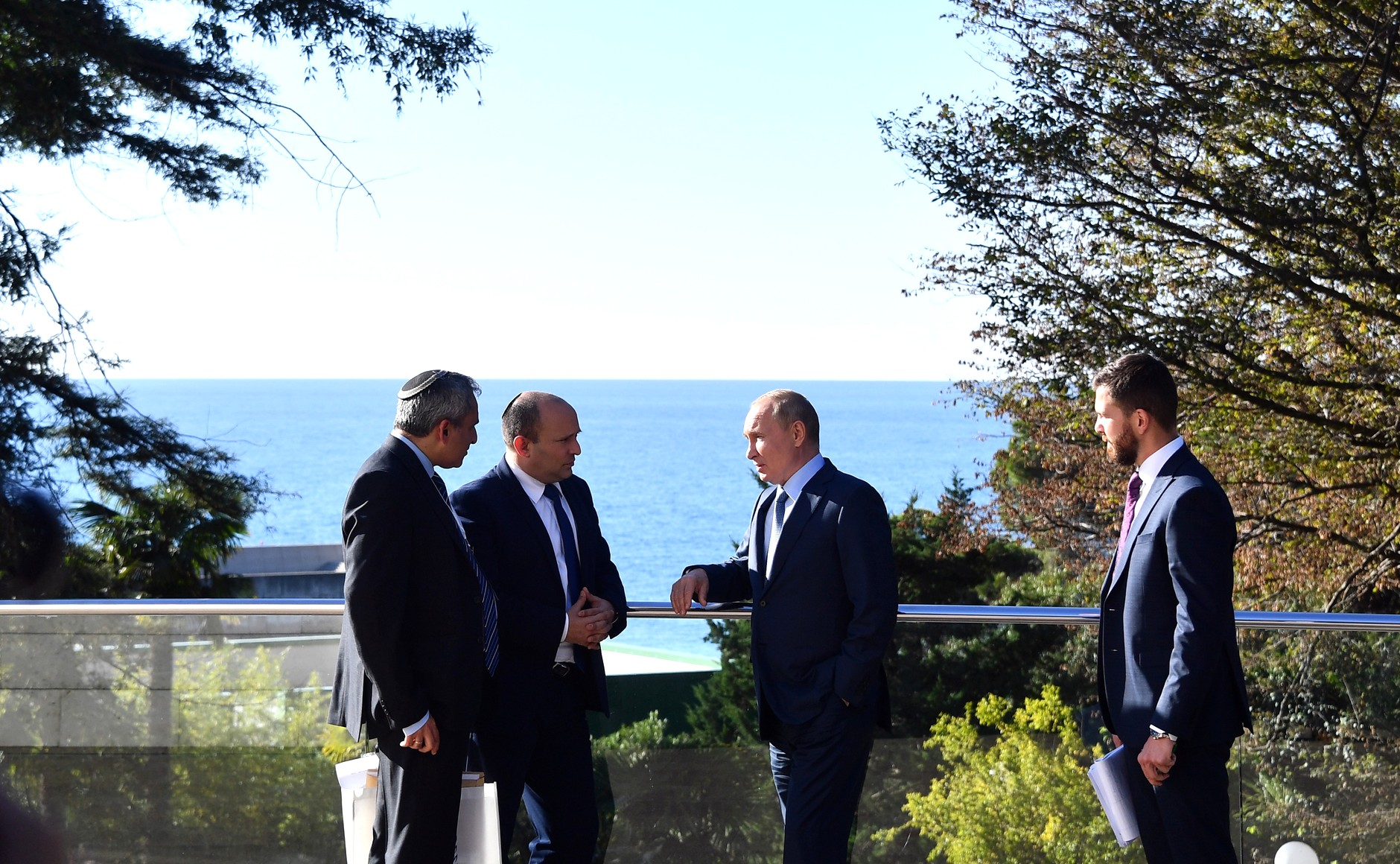
Izraelský premiér Naftali Bennett na návštěvě v Soči (2021)
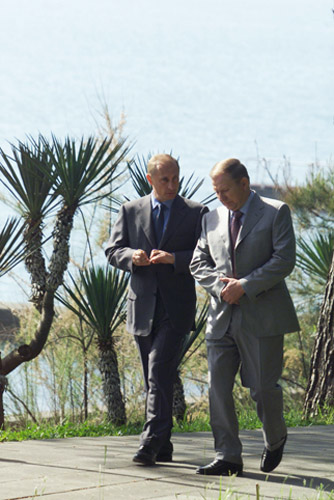
Vladimír Putin a ukrajinský prezident Leonid Kučma (2002)